# Мерешешть (Вилча)
Мерешешть, Мерешешті (рум. Mereșești) — село у повіті Вилча в Румунії. Входить до складу комуни Амерешть.
Село розташоване на відстані 157 км на захід від Бухареста, 44 км на південний захід від Римніку-Вилчі, 53 км на північний схід від Крайови.

## Населення
За даними перепису населення 2002 року у селі проживала 361 особа, усі — румуни. Усі жителі села рідною мовою назвали румунську.